# Mimophyle parallela
Mimophyle parallela là một loài bướm đêm trong họ Geometridae.